# Луцій Валерій Флакк (консул 100 року до н. е.)
Луцій Валерій Флакк (140 — 73/69 роки до н. е.) — політичний, державний та військовий діяч Римської республіки, консул 100 року до н. е.

## Життєпис
Походив з патриціанської родини Валеріїв. Син Луція Валерія Флакка. 
Був монетарієм у 108—107 роках до н. е., займався карбуванням монети. У 103 році до н. е. став претором. У 100 році до н. е. його обрано консулом з Гаєм Марієм, вони не дали обратися Квінту Цецилію Метеллу Нумідійському. У цьому ж році узяв участь у придушенні заворушень на чолі із Луцієм Аппулеєм Сатурніном. У 97 році до н. е. його обрано цензором разом з Марком Антонієм Оратором. На цій посаді провів люстрацію сенаторів, зокрема позбавив сенаторського звання Марка Дуронія, призначив новим принцепсом Марка Емілія Скавра.
З 86 року до н. е. — принцепс сенату. Після закінчення громадянської війни 83-82 років до н. е. призначений інтеррексом з огляду на загибель обох консулів. Втім замість виборів нових консулів провів закон (lex Valeria,), згідно з яким Сулла фактично отримав диктаторські повноваження довічно. Після цього Луцій Сулла призначив Флакка своїм начальником кінноти.